# New Albin (Iowa)
New Albin es una ciudad ubicada en el condado de Allamakee en el estado estadounidense de Iowa. En el Censo de 2010 tenía una población de 522 habitantes y una densidad poblacional de 829,4 personas por km².

## Geografía
New Albin se encuentra ubicada en las coordenadas 43°29′49″N 91°17′17″O / 43.49694, -91.28806. Según la Oficina del Censo de los Estados Unidos, New Albin tiene una superficie total de 0.63 km², de la cual 0.63 km² corresponden a tierra firme y (0%) 0 km² es agua.

## Demografía
Según el censo de 2010, había 522 personas residiendo en New Albin. La densidad de población era de 829,4 hab./km². De los 522 habitantes, New Albin estaba compuesto por el 97.13% blancos, el 0.38% eran afroamericanos, el 1.53% eran amerindios, el 0.38% eran asiáticos, el 0% eran isleños del Pacífico, el 0.19% eran de otras razas y el 0.38% pertenecían a dos o más razas. Del total de la población el 0.38% eran hispanos o latinos de cualquier raza.